# IMAGICAウェスト
株式会社IMAGICAウェスト（イマジカウェスト、英: IMAGICA WEST Corp.）は、かつて存在した主にテレビ番組（テレビドラマ・時代劇）・映画・コマーシャルの撮影、編集、フィルムの現像、テレシネ、CGに関する業務を行っていたポストプロダクション。株式会社イマジカ・ロボット ホールディングス（後のIMAGICA GROUP）の完全子会社であった。
同社は愛知県以西の西日本を業務・営業範囲としており、静岡県以東の東日本における同様の業務はIMAGICA（後のIMAGICA Lab.）が行っていた。

## 概略
1935年、京都・太秦で「株式会社 極東現像所」として設立され、映画の現像を開始。
1942年、「株式会社 東洋現像所」に社名変更。
1986年、「株式会社 IMAGICA」に社名変更。
2000年、株式会社IMAGICA大阪映像センターを分社化し、「株式会社IMAGICAウェスト」が設立された。
2015年1月6日、35mm/16mmカラーネガ現像＆ネガ特殊現像は、株式会社 IMAGICAから株式会社IMAGICAウェストに移管した。
2018年10月1日、株式会社IMAGICA（3代目）から商号変更された株式会社IMAGICA Lab.へ吸収合併され解散。それに伴い、35mm/16mmカラーネガ現像＆ネガ特殊現像はIMAGICAウェストからIMAGICA Lab.に戻された（業務自体はプロダクションセンターとなった当所主体で実施）。

## 主な作品
（凡例）F:フィルム作品、V:ビデオ作品。

### オリジナルビデオ
- 首領への道（1998年 GPミュージアムソフト、松竹、松竹京都映画）
- 首領への道2（1998年 GPミュージアムソフト、松竹、松竹京都映画）
- 首領への道3（1998年 GPミュージアムソフト、松竹、松竹京都映画）
- 首領への道4（1998年 GPミュージアムソフト、松竹、松竹京都映画）
- 首領への道5（1998年 GPミュージアムソフト、松竹、松竹京都映画）
- 首領への道6（1999年 GPミュージアムソフト、松竹、松竹京都映画）
- 首領への道7（1999年 GPミュージアムソフト、松竹、松竹京都映画）
- 首領への道8（1999年 GPミュージアムソフト、松竹、松竹京都映画）
- 首領への道9（1999年 GPミュージアムソフト、松竹、松竹京都映画）
- 首領への道10（2000年 GPミュージアムソフト、松竹、松竹京都映画）
- 首領への道11（2000年 GPミュージアムソフト、松竹、松竹京都映画）
- 首領への道12（2000年 GPミュージアムソフト、松竹、松竹京都映画）
- 首領への道13（2000年 GPミュージアムソフト、松竹、松竹京都映画）
- 首領への道14（2000年 GPミュージアムソフト、松竹、松竹京都映画）
- 首領への道15（2001年 GPミュージアムソフト、松竹、松竹京都映画）
- 首領への道16（2001年 GPミュージアムソフト、松竹、松竹京都映画）
- 首領への道17（2001年 GPミュージアムソフト、松竹、松竹京都映画）
- 首領への道18（2001年 GPミュージアムソフト、松竹、松竹京都映画）
- 首領への道19（2001年 GPミュージアムソフト、松竹、松竹京都映画）
- 首領への道20（2002年 GPミュージアムソフト、松竹、松竹京都映画）
- 首領への道21（2002年 GPミュージアムソフト、松竹、松竹京都映画）
- 首領への道22（2002年 GPミュージアムソフト、松竹、松竹京都映画）
- 首領への道23（2003年 GPミュージアムソフト、松竹、松竹京都映画）
- 実録・名古屋やくざ戦争 統一への道（2003年 GPミュージアムソフト、松竹、松竹京都映画）
- 実録・名古屋やくざ戦争 統一への道2（2003年 GPミュージアムソフト、松竹、松竹京都映画）
- 実録・関東やくざ戦争 修羅の盃（2003年10月 GPミュージアムソフト）
- 実録・名古屋やくざ戦争 統一への道3（2003年 GPミュージアムソフト、松竹、松竹京都映画）
- 実録・名古屋やくざ戦争 統一への道 完結編（2003年 GPミュージアムソフト、松竹、松竹京都映画）
- 実録・関東やくざ戦争2 修羅の代紋（2004年2月 GPミュージアムソフト）
- 首領への道外伝・白虎会見参（2004年12月 GPミュージアムソフト）
- 首領への道24（2005年 GPミュージアムソフト）
- 首領への道25 完結篇（2005年 GPミュージアムソフト）

### CM
- ユートク薬品「パスタイム」（宝塚映像）